# III Międzynarodowy Konkurs Pianistyczny im. Fryderyka Chopina
III Międzynarodowy Konkurs Pianistyczny im. Fryderyka Chopina (również III Konkurs Chopinowski) – 3. edycja Międzynarodowego Konkursu Pianistycznego im. Fryderyka Chopina, która rozpoczęła się 21 lutego 1937 w Warszawie. Organizatorem konkursu było Warszawskie Towarzystwo Muzyczne.  

## Charakterystyka konkursu

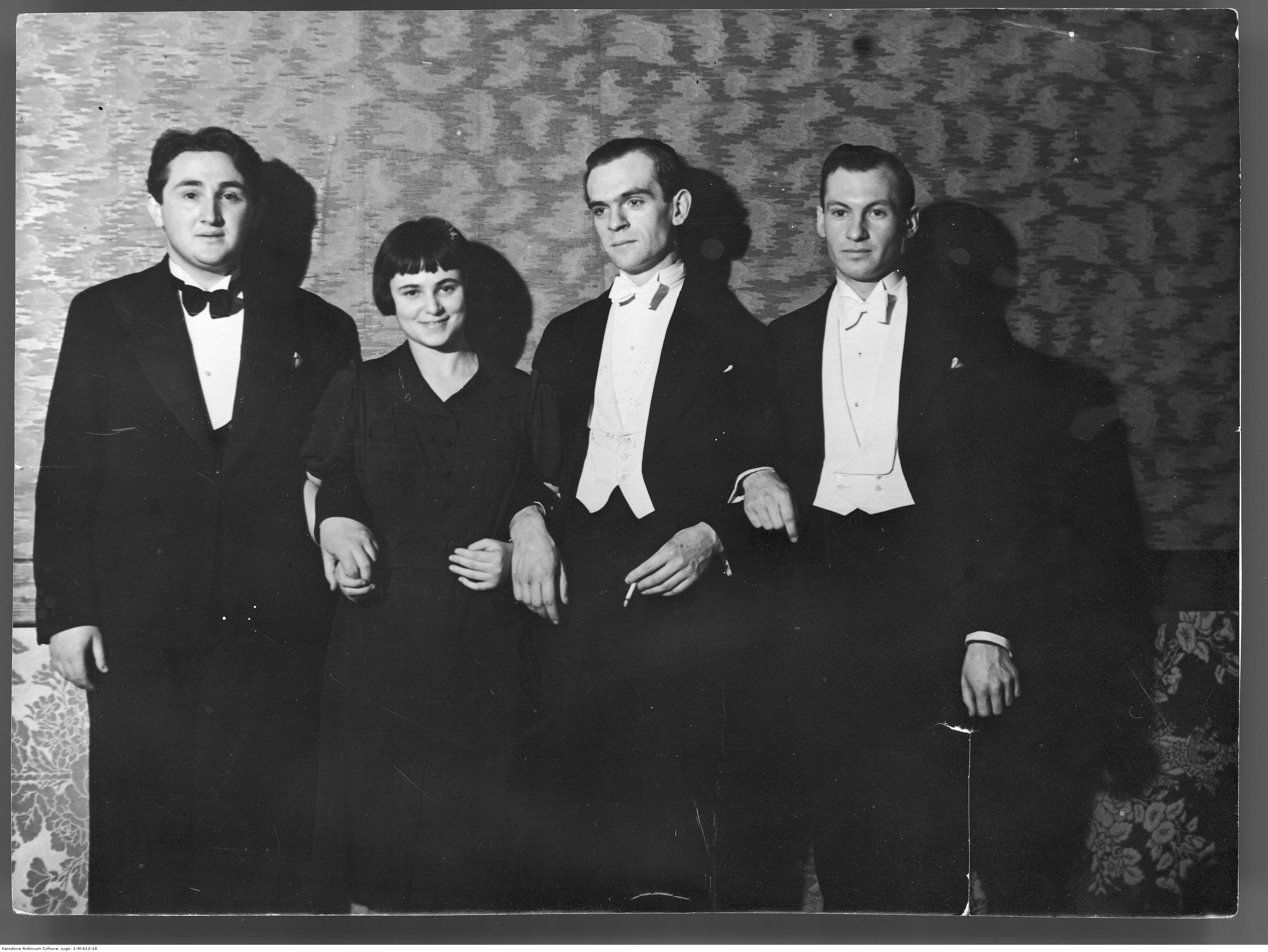
Czwórka laureatów (od lewej): Jakow Zak, Roza Tamarkina, Witold Małcużyński i Lance Dossor

Zgłosiło się do niego 250 pianistów, lecz w samym konkursie wzięło ostatecznie udział 80 osób z 21 krajów, (najliczniej z Polski). W konkursie mogli wystąpić pianiści w przedziale wieku (16–28) lat. Konkurs odbył się w dniach 21 lutego–13 marca 1937. Zwyciężył Rosjanin Jakow Zak. 

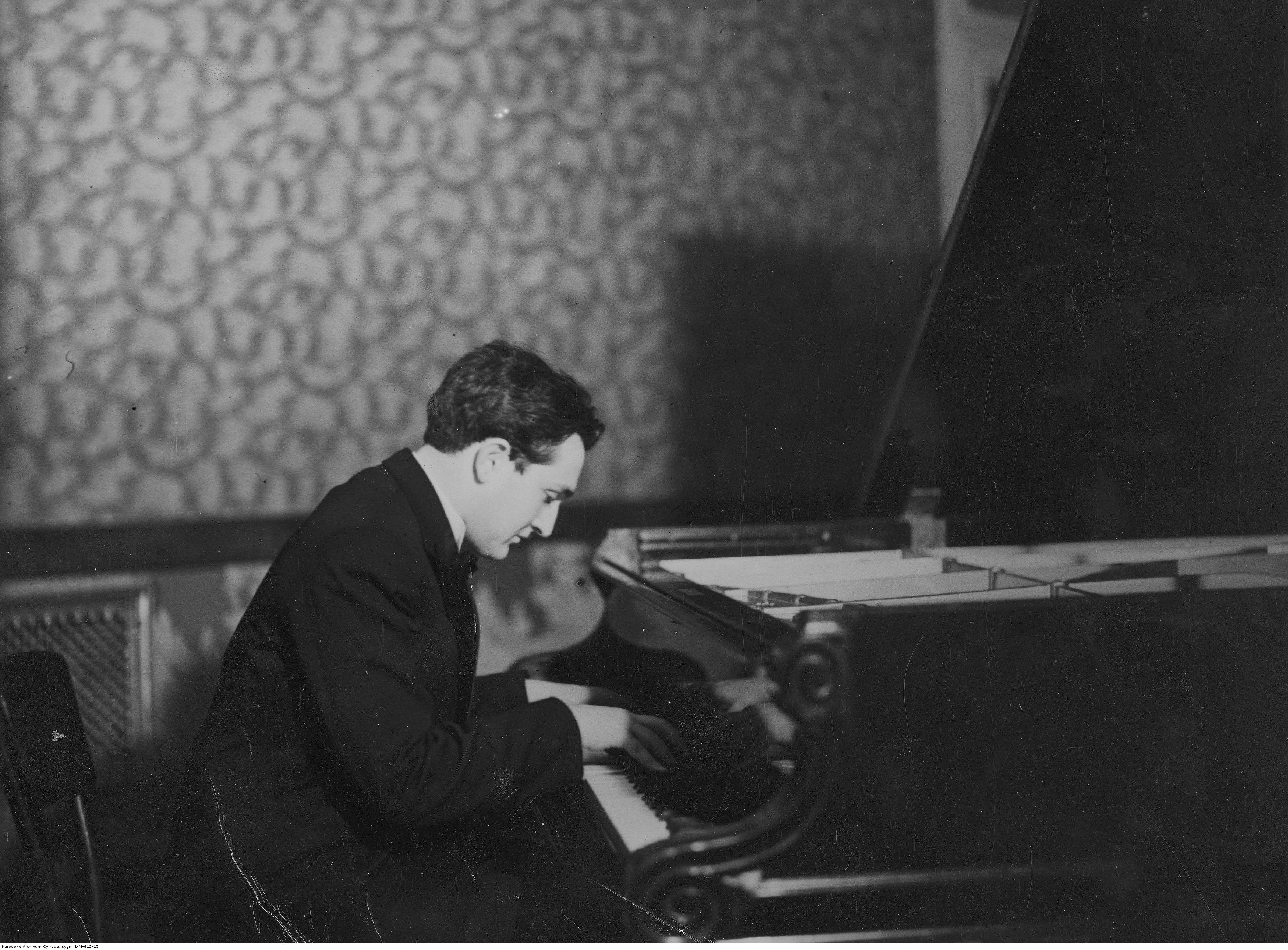
Zwycięzca konkursu Rosjanin Jakow Zak

Powołano międzynarodowe jury, w którego skład wchodziły wybitne osobistości życia muzycznego. Konkurs odbył się przy wsparciu instytucji państwowych, opieki Prezydenta Ignacego Mościckiego oraz przy powołaniu Komitetu honorowego pod przewodnictwem Prezesa Rady Ministrów, Felicjana Sławoj Składkowskiego oraz Komitetu organizacyjnego pod przewodnictwem prezesa Warszawskiego Towarzystwa Muzycznego, Władysława Korsaka.
Został przeprowadzony według dwuetapowej formuły (eliminacje i finał). Polskich pianistów, do tej pory najliczniej reprezentowanych, czekał dodatkowy etap eliminacyjny. Pianiści mieli do dyspozycji fortepiany czterech firm: Bechstein, Bösendorfer, Pleyel oraz Steinway.
Sensację wzbudziły debiutujące w historii konkursu, pianistki z Japonii: Miwa Kai oraz wyróżniona Chieko Hara. Kiedy okazało się, że wśród laureatów nie ma Japonki Hary, wybuchło zamieszanie, które rozładował obecny wówczas  przemysłowiec Stanisław Meyer, fundując indywidualną nagrodę dla Japonki, w obawie by rozgorączkowany tłum nie wyrządził szkód w Filharmonii. Choć nie zdobyły nagród głównych, ich gra spotkała się ogromnym uznaniem krytyków i publiczności. 

## Repertuar
Po raz pierwszy w historii konkursu do listy utworów podanych w regulaminie dodano Poloneza-Fantazję As-dur op. 61. 
W konkursie wykonywane były z pamięci wyłącznie utwory Fryderyka Chopina.
| Wykaz utworów | | | | | |
| Faza konkursu | Utwór | Utwór | Utwór | Utwór | Utwór |
| Eliminacje    | Jeden nokturn | Dwie etiudy (z wyjątkiem trzech tzw. „pośmiertnych” (Trois Nouvelles Études))                                                                 | Jeden z następujących polonezów: Polonez fis-moll op. 44 Polonez As-dur op. 53 Polonez-Fantazja As-dur op. 61                                 | Dwa mazurki | Jedna z następujących sonat: Sonata b-moll op. 35 Sonata h-moll op. 58 albo jedna z czterech ballad jedno scherzo albo Fantazja f-moll op. 49 jedno scherzo |
| Finał         | Jeden z koncertów: Koncert fortepianowy e-moll op. 11 cz. 1 i 2 lub cz. 2 i 3 albo Koncert fortepianowy f-moll op. 21 cz. 1 i 2 lub cz. 2 i 3 | Jeden z koncertów: Koncert fortepianowy e-moll op. 11 cz. 1 i 2 lub cz. 2 i 3 albo Koncert fortepianowy f-moll op. 21 cz. 1 i 2 lub cz. 2 i 3 | Jeden z koncertów: Koncert fortepianowy e-moll op. 11 cz. 1 i 2 lub cz. 2 i 3 albo Koncert fortepianowy f-moll op. 21 cz. 1 i 2 lub cz. 2 i 3 | Jeden z koncertów: Koncert fortepianowy e-moll op. 11 cz. 1 i 2 lub cz. 2 i 3 albo Koncert fortepianowy f-moll op. 21 cz. 1 i 2 lub cz. 2 i 3 | Jeden z koncertów: Koncert fortepianowy e-moll op. 11 cz. 1 i 2 lub cz. 2 i 3 albo Koncert fortepianowy f-moll op. 21 cz. 1 i 2 lub cz. 2 i 3               |

## Kalendarium
| Kalendarz konkursu   |       |             |             |       |             |       |       |       |             |             |        |        |        |        |        |             |        |        |        |        |        |
| Faza konkursu        | Data  | Data        | Data        | Data  | Data        | Data  | Data  | Data  | Data        | Data        | Data   | Data   | Data   | Data   | Data   | Data        | Data   | Data   | Data   | Data   | Data   |
| Faza konkursu        | Luty  | Luty        | Luty        | Luty  | Luty        | Luty  | Luty  | Luty  | Marzec      | Marzec      | Marzec | Marzec | Marzec | Marzec | Marzec | Marzec      | Marzec | Marzec | Marzec | Marzec | Marzec |
| Faza konkursu        | 21.   | 22.         | 23.         | 24.   | 25.         | 26.   | 27.   | 28.   | 1.          | 2.          | 3.     | 4.     | 5.     | 6.     | 7.     | 8.          | 9.     | 10.    | 11.    | 12.    | 13.    |
| Ceremonia otwarcia   | 12:00 |             |             |       |             |       |       |       |             |             |        |        |        |        |        |             |        |        |        |        |        |
| Eliminacje           | 14:30 | 10:45 14:45 | 10:45 14:45 | 14:30 | 14:45 20:15 | 14:45 | 14:30 | 14:30 | 10:30 14:30 | 10:30 14:30 | 14:30  | 14:30  | 14:30  | 14:00  |        | 10:00 14:30 | 10:00  | 10:00  |        |        |        |
| Finał                |       |             |             |       |             |       |       |       |             |             |        |        |        |        |        |             |        |        | 19:00  | 18:00  |        |
| Ceremonia zamknięcia |       |             |             |       |             |       |       |       |             |             |        |        |        |        |        |             |        |        |        |        | 2:30   |

## Jury
Do konkursowego przebiegu przesłuchań oraz podziału nagród powołano jury, w następującym składzie:
| Skład jury |                            |            |                         |
| Lp.        | Juror                      | Kraj       | Funkcja                 |
| 1.         | Adam Tadeusz Wieniawski    | Polska     | przewodniczący jury     |
| 2.         | Wilhelm Backhaus           | III Rzesza | wiceprzewodniczący jury |
| 3.         | Isidor Philipp             | Francja    | wiceprzewodniczący jury |
| 4.         | Emil von Sauer             | Austria    | wiceprzewodniczący jury |
| 5.         | Bolesław Woytowicz         | Polska     | sekretarz jury          |
| 6.         | Guido Agosti               | Włochy     | członek jury            |
| 7.         | Attilio Brugnoli           | Włochy     | członek jury            |
| 8.         | Zofia Buckiewiczowa        | Polska     | członek jury            |
| 9.         | Marian Dąbrowski           | Polska     | członek jury            |
| 10.        | Zbigniew Drzewiecki        | Polska     | członek jury            |
| 11.        | Emil Frey                  | Szwajcaria | członek jury            |
| 12.        | Alfred Hoehn               | III Rzesza | członek jury            |
| 13.        | Imre Keéri-Szántó          | Węgry      | członek jury            |
| 14.        | Lazare Lévy                | Francja    | członek jury            |
| 15.        | Loris Margaritis           | Grecja     | członek jury            |
| 16.        | Eugeniusz Morawski-Dąbrowa | Polska     | członek jury            |
| 17.        | Harry Neuhaus              | ZSRR       | członek jury            |
| 18.        | Marie Panthès              | Szwajcaria | członek jury            |
| 19.        | Zofia Rabcewicz            | Polska     | członek jury            |
| 20.        | Lucyna Robowska            | Polska     | członek jury            |
| 21.        | Richard Rössler            | III Rzesza | członek jury            |
| 22.        | Paul Schuberts             | Łotwa      | członek jury            |
| 23.        | Imré Stefániai             | Węgry      | członek jury            |
| 24.        | Andrej Stojanow            | Bułgaria   | członek jury            |
| 25.        | Stefan Śledziński          | Polska     | członek jury            |
| 26.        | Józef Śmidowicz            | Polska     | członek jury            |
| 27.        | Magda Tagliaferro          | Brazylia   | członek jury            |
| 28.        | Józef Turczyński           | Polska     | członek jury            |
| 29.        | Carlo Zecchi               | Włochy     | członek jury            |
| 30.        | Jerzy Żurawlew             | Polska     | członek jury            |

### System oceny pianistów
W eliminacjach jurorzy oceniali występy pianistów w skali od 0 do 30 punktów. 20 uczestników, którzy otrzymali największą liczbę punktów, występowało powtórnie (finał), w dwóch ostatnich dniach konkursu, wykonując dwie części jednego z dwóch koncertów fortepianowych. Występ ten był ponownie punktowany w skali od 0 do 30 punktów. Łączna suma punktacji z eliminacji i finału rozstrzygała o kolejności pianistów i wysokości nagród.

## Konkurs

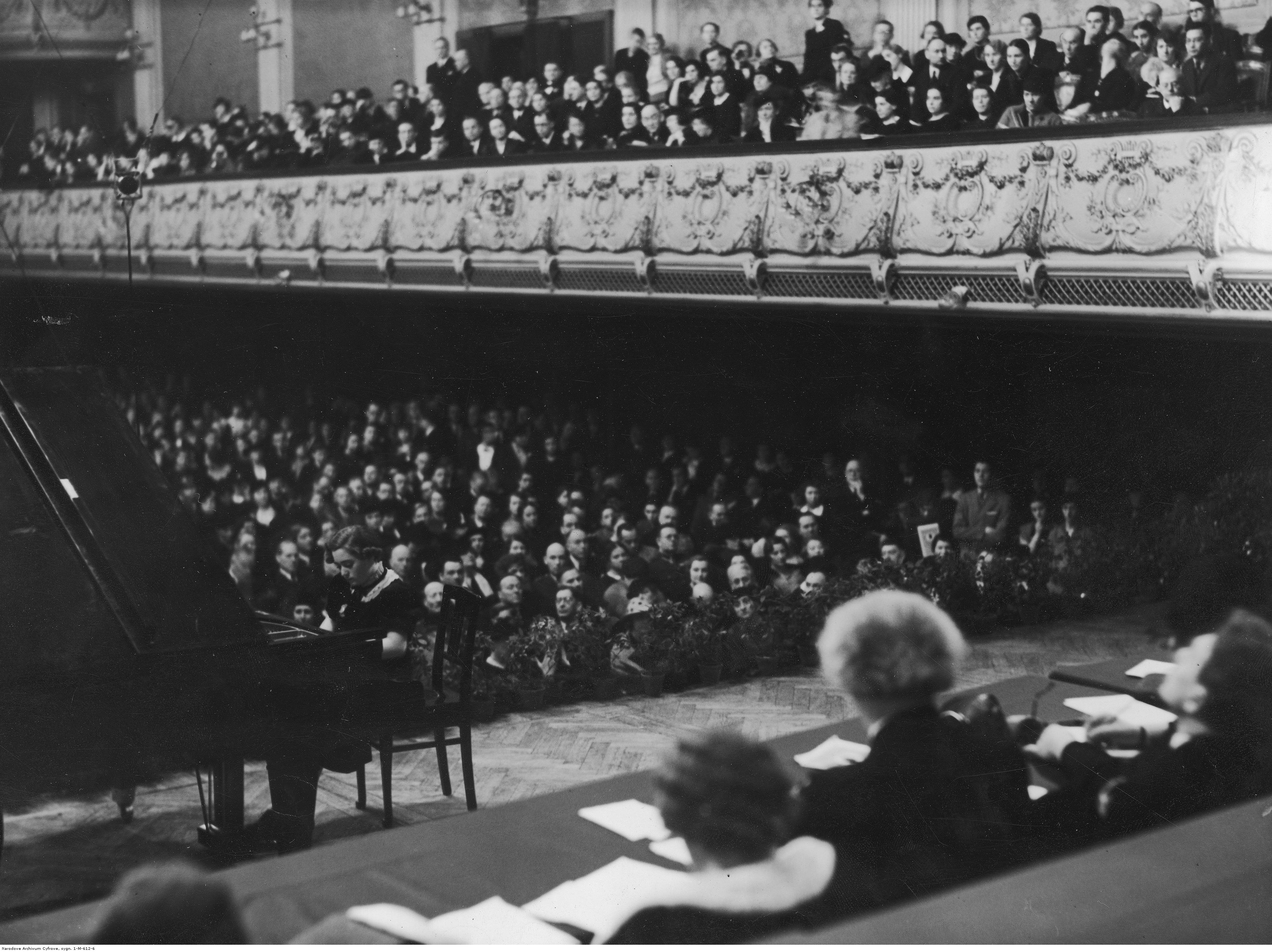
Szesnastoletnia Evi Wächter (Austria) podczas pierwszego przesłuchania eliminacji III Konkursu Chopinowskiego

### Ceremonia otwarcia
20 lutego w przeddzień otwarcia III Konkursu Chopinowskiego o godzinie 12 w Wyższej Szkole Muzycznej w Warszawie odbyło się losowanie kolejności występów pianistów. Uroczystość inauguracji odbyła się 21 lutego w sali Filharmonii Warszawskiej o godzinie 12, kiedy to chór „Harfa” pod dyrekcją Wacława Lachmana zaśpiewał Hymn Narodowy, a następnie Gaude Mater Polonia, po czym przemówił prezes Warszawskiego Towarzystwa Muzycznego, Władysław Korsak, a po nim głos zabrał dyrektor Warszawskiego Towarzystwa Muzycznego Adam Tadeusz Wieniawski, omawiając warunki i zasady konkursu.

### Eliminacje
Jako pierwsza 21 lutego po ceremonii otwarcia konkursu przesłuchania eliminacyjne rozpoczęła Evi Wächter (Austria), a następnie trwały one w dniach (21 lutego–6 marca i 8 marca–10 marca) w jednej lub w dwóch sesjach porannej i popołudniowej. Występy eliminacyjne zakończył 10 marca Rumun Bruno Kretschmayer.
| Lp. | Uczestnik                  | Kraj           |
| 1.  | Robert Goldsand            | Austria        |
| 2.  | Oskar Kosches              | Austria        |
| 3.  | Rudolf Stejskal            | Austria        |
| 4.  | Evi Wächter                | Austria        |
| 5.  | Marie Louise Marichal      | Belgia         |
| 6.  | Pierre Rodrigue            | Belgia         |
| 7.  | Angéle Danailoff           | Bułgaria       |
| 8.  | Viktorie Švihlíková        | Czechosłowacja |
| 9.  | Erika Koost-Tuttelberg     | Estonia        |
| 10. | Bruno Luck                 | Estonia        |
| 11. | Maija Korkeakoski-Haupt    | Finlandia      |
| 12. | Merete Söderhielm          | Finlandia      |
| 13. | Marie Aimée Warrot         | Francja        |
| 14. | André Collard              | Francja        |
| 15. | Monique de la Bruchollerie | Francja        |
| 16. | Colette Gaveau             | Francja        |
| 17. | Lélia Gousseau             | Francja        |
| 18. | Valéne Hamilton            | Francja        |
| 19. | Pierre Maillard-Verger     | Francja        |
| 20. | Wilfried Renaud-Maggiar    | Francja        |
| 21. | Jan Antonietti             | Holandia       |
| 22. | Karlorobert Kreiten        | Holandia       |
| 23. | Chieko Hara                |                |
| 24. | Miwa Kai                   |                |
| 25. | Vladimir Vuletin           |                |
| 26. | Maria Bezobrazowa          | Łotwa          |
| 27. | Rosa Slovins               | Łotwa          |

| Lp. | Uczestnik                     | Kraj       |
| 28. | Irena Joel                    |            |
| 29. | Jan Bereżyński                |            |
| 30. | Maria Bilińska-Riegerowa      |            |
| 31. | Felicja Blumental             |            |
| 32. | Jan Ekier                     |            |
| 33. | Edwarda Feinstein             |            |
| 34. | Erna Fidelman                 |            |
| 35. | Maria Geistówna               |            |
| 36. | Eugenia Gillówna              |            |
| 37. | Salomea Grünfeld              |            |
| 38. | Zbigniew Grzybowski           |            |
| 39. | Daria Harasymowicz-Baranowska |            |
| 40. | Natalia Hornowska-Pęzińska    |            |
| 41. | Olga Iliwicka                 |            |
| 42. | Halina Kalmanowicz            |            |
| 43. | Władysław Kędra               |            |
| 44. | Helena Landau                 |            |
| 45. | Witold Małcużyński            |            |
| 46. | Maria Ogilbianka              |            |
| 47. | Fryderyk Portnoj              |            |
| 48. | Bronisława Rosenbaum          |            |
| 49. | Helena Ryndówna               |            |
| 50. | Paulina Szmukler              |            |
| 51. | Natalia Weissman-Hublerowa    |            |
| 52. | Tadeusz Witulski              |            |
| 53. | Edith Axenfeld                | III Rzesza |
| 54. | Rosl Schmid                   | III Rzesza |

| Lp. | Uczestnik               | Kraj              |
| 55. | Bruno Kretschmayer      |                   |
| 56. | Ily Wechsler            |                   |
| 57. | Efraim Zeltzman         |                   |
| 58. | Kathryn Overstreet      | Stany Zjednoczone |
| 59. | Marguerite de Siebental | Szwajcaria        |
| 60. | Márta Blaha             |                   |
| 61. | György Faragó           |                   |
| 62. | Béla de Nagy            |                   |
| 63. | Ági Jámbor              |                   |
| 64. | György Pazman           |                   |
| 65. | Péter Solymos           |                   |
| 66. | Irma Variu              |                   |
| 67. | Jozsef Weingarten       |                   |
| 68. | Jenö Zeitinger          |                   |
| 69. | Lance Dossor            | Wielka Brytania   |
| 70. | Ginevra Artusi          |                   |
| 71. | Carletto Bussotti       |                   |
| 72. | Marcello Hrovatin       |                   |
| 73. | Nunzio Montanari        |                   |
| 74. | Vincenzo Pastore        |                   |
| 75. | Pina Pittini            |                   |
| 76. | Tatiana Goldfarb        |                   |
| 77. | Nina Jemelianowa        |                   |
| 78. | Roza Tamarkina          |                   |
| 79. | Jakow Zak               |                   |
| 80. | Jan Gorbaty             | Apatryda          |

| Lp. | Uczestnik                  | Kraj           |
| 1.  | Robert Goldsand            | Austria        |
| 2.  | Oskar Kosches              | Austria        |
| 3.  | Rudolf Stejskal            | Austria        |
| 4.  | Evi Wächter                | Austria        |
| 5.  | Marie Louise Marichal      | Belgia         |
| 6.  | Pierre Rodrigue            | Belgia         |
| 7.  | Angéle Danailoff           | Bułgaria       |
| 8.  | Viktorie Švihlíková        | Czechosłowacja |
| 9.  | Erika Koost-Tuttelberg     | Estonia        |
| 10. | Bruno Luck                 | Estonia        |
| 11. | Maija Korkeakoski-Haupt    | Finlandia      |
| 12. | Merete Söderhielm          | Finlandia      |
| 13. | Marie Aimée Warrot         | Francja        |
| 14. | André Collard              | Francja        |
| 15. | Monique de la Bruchollerie | Francja        |
| 16. | Colette Gaveau             | Francja        |
| 17. | Lélia Gousseau             | Francja        |
| 18. | Valéne Hamilton            | Francja        |
| 19. | Pierre Maillard-Verger     | Francja        |
| 20. | Wilfried Renaud-Maggiar    | Francja        |
| 21. | Jan Antonietti             | Holandia       |
| 22. | Karlorobert Kreiten        | Holandia       |
| 23. | Chieko Hara                |                |
| 24. | Miwa Kai                   |                |
| 25. | Vladimir Vuletin           |                |
| 26. | Maria Bezobrazowa          | Łotwa          |
| 27. | Rosa Slovins               | Łotwa          |

| Lp. | Uczestnik                     | Kraj       |
| 28. | Irena Joel                    |            |
| 29. | Jan Bereżyński                |            |
| 30. | Maria Bilińska-Riegerowa      |            |
| 31. | Felicja Blumental             |            |
| 32. | Jan Ekier                     |            |
| 33. | Edwarda Feinstein             |            |
| 34. | Erna Fidelman                 |            |
| 35. | Maria Geistówna               |            |
| 36. | Eugenia Gillówna              |            |
| 37. | Salomea Grünfeld              |            |
| 38. | Zbigniew Grzybowski           |            |
| 39. | Daria Harasymowicz-Baranowska |            |
| 40. | Natalia Hornowska-Pęzińska    |            |
| 41. | Olga Iliwicka                 |            |
| 42. | Halina Kalmanowicz            |            |
| 43. | Władysław Kędra               |            |
| 44. | Helena Landau                 |            |
| 45. | Witold Małcużyński            |            |
| 46. | Maria Ogilbianka              |            |
| 47. | Fryderyk Portnoj              |            |
| 48. | Bronisława Rosenbaum          |            |
| 49. | Helena Ryndówna               |            |
| 50. | Paulina Szmukler              |            |
| 51. | Natalia Weissman-Hublerowa    |            |
| 52. | Tadeusz Witulski              |            |
| 53. | Edith Axenfeld                | III Rzesza |
| 54. | Rosl Schmid                   | III Rzesza |

| Lp. | Uczestnik               | Kraj              |
| 55. | Bruno Kretschmayer      |                   |
| 56. | Ily Wechsler            |                   |
| 57. | Efraim Zeltzman         |                   |
| 58. | Kathryn Overstreet      | Stany Zjednoczone |
| 59. | Marguerite de Siebental | Szwajcaria        |
| 60. | Márta Blaha             |                   |
| 61. | György Faragó           |                   |
| 62. | Béla de Nagy            |                   |
| 63. | Ági Jámbor              |                   |
| 64. | György Pazman           |                   |
| 65. | Péter Solymos           |                   |
| 66. | Irma Variu              |                   |
| 67. | Jozsef Weingarten       |                   |
| 68. | Jenö Zeitinger          |                   |
| 69. | Lance Dossor            | Wielka Brytania   |
| 70. | Ginevra Artusi          |                   |
| 71. | Carletto Bussotti       |                   |
| 72. | Marcello Hrovatin       |                   |
| 73. | Nunzio Montanari        |                   |
| 74. | Vincenzo Pastore        |                   |
| 75. | Pina Pittini            |                   |
| 76. | Tatiana Goldfarb        |                   |
| 77. | Nina Jemelianowa        |                   |
| 78. | Roza Tamarkina          |                   |
| 79. | Jakow Zak               |                   |
| 80. | Jan Gorbaty             | Apatryda          |

### Finał
Po zakończeniu przesłuchań ostatniego pianisty eliminacji jury w pełnym składzie obradowało 10 marca celem wyłonienia finalistów. W wyniku tych obrad postanowiło dopuścić do przesłuchań finałowych 21 pianistów z 8 krajów (w tym 6 Polaków). W finale każdy z pianistów miał do wykonania wraz z towarzyszącą Orkiestrą Symfoniczną Filharmonii Warszawskiej pod batutą Waleriana Bierdiajewa, Józefa Ozimińskiego i Bronisława Wolfsthala dwie kolejne części (cz. I i II lub cz. II i III) jednego z dwóch koncertów fortepianowych Fryderyka Chopina. Ostatnią pianistką występującą w finale (12 marca) była Lélia Gousseau (Francja), która zakończyła swój występ po północy (godz. 0:30), już 13 marca.
| Lp. | Finalista                  | Kraj           |
| 1.  | Viktorie Švihlíková        | Czechosłowacja |
| 2.  | Monique de la Bruchollerie | Francja        |
| 3.  | Colette Gaveau             | Francja        |
| 4.  | Lélia Gousseau             | Francja        |
| 5.  | Pierre Maillard-Verger     | Francja        |
| 6.  | Chieko Hara                |                |
| 7.  | Jan Bereżyński             |                |

| Lp. | Finalista           | Kraj       |
| 8.  | Jan Ekier           |            |
| 9.  | Zbigniew Grzybowski |            |
| 10. | Olga Iliwicka       |            |
| 11. | Halina Kalmanowicz  |            |
| 12. | Witold Małcużyński  |            |
| 13. | Edith Axenfeld      | III Rzesza |
| 14. | Márta Blaha         |            |

| Lp. | Finalista        | Kraj            |
| 15. | György Faragó    |                 |
| 16. | Ági Jámbor       |                 |
| 17. | Lance Dossor     | Wielka Brytania |
| 18. | Tatiana Goldfarb |                 |
| 19. | Nina Jemelianowa |                 |
| 20. | Roza Tamarkina   |                 |
| 21. | Jakow Zak        |                 |

| Lp. | Finalista                  | Kraj           |
| 1.  | Viktorie Švihlíková        | Czechosłowacja |
| 2.  | Monique de la Bruchollerie | Francja        |
| 3.  | Colette Gaveau             | Francja        |
| 4.  | Lélia Gousseau             | Francja        |
| 5.  | Pierre Maillard-Verger     | Francja        |
| 6.  | Chieko Hara                |                |
| 7.  | Jan Bereżyński             |                |

| Lp. | Finalista           | Kraj       |
| 8.  | Jan Ekier           |            |
| 9.  | Zbigniew Grzybowski |            |
| 10. | Olga Iliwicka       |            |
| 11. | Halina Kalmanowicz  |            |
| 12. | Witold Małcużyński  |            |
| 13. | Edith Axenfeld      | III Rzesza |
| 14. | Márta Blaha         |            |

| Lp. | Finalista        | Kraj            |
| 15. | György Faragó    |                 |
| 16. | Ági Jámbor       |                 |
| 17. | Lance Dossor     | Wielka Brytania |
| 18. | Tatiana Goldfarb |                 |
| 19. | Nina Jemelianowa |                 |
| 20. | Roza Tamarkina   |                 |
| 21. | Jakow Zak        |                 |

## Nagrody i wyróżnienia
13 marca o godzinie 2:30 po zakończeniu obrad jury, jej przewodniczący Adam Tadeusz Wieniawski ogłosił ostateczne rezultaty konkursu. Wszyscy laureaci otrzymali stosownie do zajętego miejsca odpowiednią nagrodę finansową, a wyróżnieni dyplomy honorowe. 
| Nagrody główne               |                            |                 |                  |                                                          |
| Nagroda                      | Laureat                    | Kraj            | Wysokość nagrody | Fundator nagrody                                         |
| 1                            | Jakow Zak                  | ZSRR            | 5000 zł          | Prezydent RP                                             |
| 2                            | Roza Tamarkina             | ZSRR            | 2500 zł          | Ministerstwo Wyznań Religijnych i Oświecenia Publicznego |
| 3                            | Witold Małcużyński         | Polska          | 2500 zł          | Minister Spraw Zagranicznych                             |
| 4                            | Lance Dossor               | Wielka Brytania | 2000 zł          | Prezydent miasta stołecznego Warszawy                    |
| 5                            | Ági Jámbor                 | Węgry           | 2000 zł          | Filharmonia Warszawska                                   |
| 6                            | Edith Axenfeld             | III Rzesza      | 1000 zł          | Warszawskie Towarzystwo Muzyczne                         |
| 7                            | Monique de la Bruchollerie | Francja         | 1000 zł          | anonimowy                                                |
| 8                            | Jan Ekier                  | Polska          | 500 zł           | publiczność                                              |
| 9                            | Tatiana Goldfarb           | ZSRR            | 500 zł           | publiczność                                              |
| 10                           | Olga Iliwicka              | Polska          | 500 zł           | publiczność                                              |
| 11                           | Pierre Maillard-Verger     | Francja         | 500 zł           | publiczność                                              |
| 12                           | Lélia Gousseau             | Francja         | 250 zł           | Nagroda im. Henryka Markiewicza                          |
| 13                           | Halina Kalmanowicz         | Polska          | 200 zł           | Kino Casino w Warszawie                                  |
| Wyróżnienia                  |                            |                 |                  |                                                          |
| Wyróżniony                   | Wyróżniony                 | Kraj            | Wyróżnienie      | Wyróżnienie                                              |
| Jan Bereżyński               | Jan Bereżyński             | Polska          | Dyplom honorowy  | Dyplom honorowy                                          |
| Maria Bilińska-Riegerowa     | Maria Bilińska-Riegerowa   | Polska          | Dyplom honorowy  | Dyplom honorowy                                          |
| Márta Blaha                  | Márta Blaha                | Węgry           | Dyplom honorowy  | Dyplom honorowy                                          |
| György Faragó                | György Faragó              | Węgry           | Dyplom honorowy  | Dyplom honorowy                                          |
| Colette Gaveau               | Colette Gaveau             | Francja         | Dyplom honorowy  | Dyplom honorowy                                          |
| Zbigniew Grzybowski          | Zbigniew Grzybowski        | Polska          | Dyplom honorowy  | Dyplom honorowy                                          |
| Chieko Hara                  | Chieko Hara                | Japonia         | Dyplom honorowy  | Dyplom honorowy                                          |
| Natalia Hornowska-Pęzińska   | Natalia Hornowska-Pęzińska | Polska          | Dyplom honorowy  | Dyplom honorowy                                          |
| Nina Jemelianowa             | Nina Jemelianowa           | ZSRR            | Dyplom honorowy  | Dyplom honorowy                                          |
| Helena Landau                | Helena Landau              | Polska          | Dyplom honorowy  | Dyplom honorowy                                          |
| Fryderyk Portnoj             | Fryderyk Portnoj           | Polska          | Dyplom honorowy  | Dyplom honorowy                                          |
| Paulina Szmukler             | Paulina Szmukler           | Polska          | Dyplom honorowy  | Dyplom honorowy                                          |
| Viktorie Švihlíková          | Viktorie Švihlíková        | Czechosłowacja  | Dyplom honorowy  | Dyplom honorowy                                          |
| Marie Aimée Warrot           | Marie Aimée Warrot         | Francja         | Dyplom honorowy  | Dyplom honorowy                                          |
| Jozsef Weingarten            | Jozsef Weingarten          | Węgry           | Dyplom honorowy  | Dyplom honorowy                                          |
| Nagrody Specjalne            |                            |                 |                  |                                                          |
| Nagroda                      | Nagrodzony                 | Kraj            | Wysokość nagrody | Fundator nagrody                                         |
| Najlepsze wykonanie mazurków | Jakow Zak                  | ZSRR            | 250 zł           | Firma A.G.B. (Polskie Radio)                             |
| Najlepsze wykonanie sonaty   | Lance Dossor               | Wielka Brytania | 500 zł           | Instytut Fryderyka Chopina                               |

## Koncerty laureatów
Warto dodać, że po zakończeniu III Konkursu Chopinowskiego jego laureaci w dniach (14, 16, 17, 20 i 23 marca) wystąpili kolejno (po dwie lub trzy osoby) w specjalnych koncertach w sali Filharmonii Warszawskiej (14 marca), a następnie w sali Konserwatorium Warszawskiego, z recitalami na których grali utwory różnych kompozytorów. 